# Melaleuca polycephala
Melaleuca polycephala är en myrtenväxtart som beskrevs av George Bentham. Melaleuca polycephala ingår i släktet Melaleuca och familjen myrtenväxter. Inga underarter finns listade i Catalogue of Life.